# Pace di Norimberga
La pace di Norimberga o tregua di Norimberga (Nürnberger Religionsfrieden, in tedesco) è l'accordo o trattato di pace firmato a Norimberga nel maggio del 1532 tra il partito cattolico e quello protestante, che si confrontarono durante la Riforma in Germania. Fu il risultato della dieta imperiale svoltasi a Ratisbona nello stesso anno, al fine di "conservare la pace e la concordia pubblica nel Sacro Romano Impero".

## Storia
Indebolito dalle guerre ottomano-asburgiche nei territori austriaci e ungheresi governati da suo fratello Ferdinando I d'Asburgo (che era appena stato riconfermato nel gennaio 1531 re dei Romani, cioè successore al titolo imperiale), l'imperatore Carlo V dovette cercare un'intesa con i principi luterani della Lega di Smalcalda (formata nel febbraio 1531) per ottenere il loro sostegno contro l'Impero ottomano e prevenire il loro appoggio a Francesco I di Francia (contro il quale si stavano combattendo le guerre d'Italia). Il punto chiave della pace o tregua era l'impegno che nessuno sarebbe stato condannato per le sue convinzioni religiose sino all'indizione di un concilio. Il risultato dell'accordo fu un successo, e gli eserciti imperiali, con le risorse ottenute in Germania, riuscirono a costringere gli ottomani a ritirarsi dall'Austria.
La base del compromesso della pace di Norimberga, fondata sull'impegno di attendere la conclusione del concilio, è stata confermata, con diverse sfumature, dall'interim di Ratisbona (1541, più favorevole per i protestanti) e dall'interim di Augusta (1548, più favorevole ai cattolici). I ripetuti rinvii e vicissitudini del concilio di Trento, che non venne accettato dai protestanti, resero impraticabile l'accordo dogmatico, relativo alle questioni di fede.
La situazione mutò con la ripresa delle ostilità, conducendo ad una posizione più favorevole per i protestanti, che costrinsero l'imperatore alla firma della pace di Passavia (1552). Il nuovo status quo venne definito con la pace di Augusta (1555), che riconobbe ai principi il potere di imporre la loro religione ai propri sudditi senza interferenze esterne (principio cuius regio eius religio), riducendo in modo evidente il potere dell'imperatore.